# Stekleni most Džangdžiadžje
Stekleni most Džangdžiadžje je most v Džangdžiadžjeju na Kitajskem, nad območjem Vulingjuan. Most, zgrajen kot privlačnost za turiste, ima stekleno pohodno površino in je prozorna. Ko so ga odprli, je bil najdaljši in najvišji most na svetu s steklenim dnom. Za javnost so ga odprli 20. avgusta 2016, meri 430 metrov v dolžino in je 6 metrov širok, obešen je približno 260 metrov nad tlemi. Most se razteza nad kanjonom med dvema gorskima stenama v narodnem gozdnem parku Džangdžiadžje v osrednji kitajski provinci Hunan. Zasnovan je tako, da hkrati prenese do 800 obiskovalcev. Most je zasnoval izraelski arhitekt Haim Dotan.
Da bi zgradili most, so inženirji postavili 4 podporne stebre na robovih sten kanjona. Most je izdelan iz jeklenega okvirja z več kot 120 steklenimi ploščami. Vsaka od teh plošč je trislojna in je iz kaljenega stekla debeline 2 inča. Na spodnji strani mostu so nameščene 3 dolge gugalnice. Prav tako obstaja določba za izdelavo 265 metrov bungee-skok. To velja za najvišji takšen skok na svetu.
Po mnenju upravnega odbora je most postavil deset svetovnih rekordov, ki obsegajo njegovo zasnovo in konstrukcijo.
Rekord kot najdaljši stekleni most je od takrat prešel na stekleni most v slikovitem območju Hongjagu, v Hebeju.

## Zapiranje in ponovno odpiranje
2. septembra 2016, le 13 dni po odprtju mostu, so oblasti objavile obvestilo, ki pravi, da zaradi prevelikega prometa obiskovalcev zapirajo most. Most, ki je bil dimenzioniran za 800 ljudi hkrati in po pričakovanju da ga bo obiskalo okoli 8.000 ljudi na dan, je domnevno pritegnilo več kot 80.000 obiskovalcev na dan. Organi oblasti so dejali, da se je vlada odločila za začasno ustavitev obiskov zaradi »nujnosti izboljšanja in posodobitve« privlačnosti, vključno s parkirišči, sistemom rezervacij vozovnic in storitvami za obiskovalce. Most je bil ponovno odprt 30. septembra 2016.